# 打ち込め! 青春
『打ちこめ!青春』（うちこめ!せいしゅん）とは、1971年1月7日から4月1日まで、NETテレビ系列にて放映されたテレビドラマである。東映制作の1クール全13話、カラー作品。
なお番組名の表記は台本では「打ち込め」だが実際のオープニング映像では「打ちこめ」となっている。

## 内容
高校の女教師で、剣道部の部長を務める西条百合と、剣道部に所属する生徒・塚原剛との愛憎を軸に、剣道に打ち込む若者たちの青春や挫折を描く。

## 放映データ
- 放映期間：1971年1月7日 - 4月1日
- 放映曜日：毎週木曜日
- 放映時間帯：20時00分 - 20時56分
- 放映話数：全13話
- 放映形式：カラー、16㎜フィルム撮影
- 制作：NET、東映

## 出演
- 谷卓也：中山仁 … 富士嶺高校生物教師。昼行灯と呼ばれているが、実は剣道五段で不世出の天才といわれていた。
- 西条百合：范文雀 … 歴史教師。富士嶺高校の新任教師。不在だった剣道部部長になる。父親の敵を生徒である剛に取らせようとしている。
- 塚原剛：石橋正次 … 富士嶺高校剣道部キャプテン。孤児で岡田大吉郎の運営する孤児院・清風園で暮らしている。母親を探すために剣道をやり始めた。
- 大曾根忠雄：千葉治郎 … 極東高校剣道部員。九州から転向してきて、塚原剛を破る好敵手。母親との関係で剛の憎しみを受ける存在。
- 小野勝：睦五郎 … 極東高校剣道部部長。百合の父親の敵の弟子。敵が亡くなっているため百合は小野を敵相手とみなしている。
- 岡田大吉郎：高品格 … 私財で孤児院・清風園を営んでいる。
- 岡田由美子：姿美千子 … 大吉郎の娘で清風園を手伝っている。剛の姉代わりの存在。
- 川村いずみ：江夏夕子 … ミス富士嶺高校といわれている女生徒。大曽根忠雄と付き合うことになる。
- 立花真理：東三千 …　富士嶺高校女生徒。
- 大曾根志津子：三田登喜子 … 忠雄の義母。剛の持っていた母親といわれる人の写真と似ていることから剛は実の母親ではないかと疑う。
- 大曽根敏也：内田朝雄 … 忠雄の父。
- 山西五郎：成川哲夫 … 富士嶺高校剣道部員。
- 松永栄一郎：渥美国泰
- 竜崎一郎
- ナレーター：羽佐間道夫

## スタッフ
- プロデューサー：宮崎慎一、高田修作、渡辺洋一、桑原秀郎
- 脚本：佐々木守、小川英、鴨井達比古、松山威、茶木克彰、安倍徹郎、長野洋
- 監督：小山幹夫、山田稔、松島稔
- 音楽：渡辺岳夫

## サブタイトル
- 第1話「その人は女教師」- 脚本：佐々木守、監督：小山幹夫
- 第2話「まぼろしの恋歌」- 脚本：佐々木守、監督：山田稔
- 第3話「傷だらけの獣たち」- 脚本：小川英・鴨井達比古、監督：山田稔
- 第4話「禁じられた恋」- 脚本：松山威、監督：山田稔
- 第5話「愛の傷口」- 脚本：松山威・茶木克彰、監督：小山幹夫
- 第6話「許されぬ人」- 脚本：安倍徹郎、監督：松島稔
- 第7話「愛と死の谷間」- 脚本：松山威・茶木克彰、監督：松島稔
- 第8話「よみがえる心」- 脚本：小川英・長野洋、監督：小山幹夫
- 第9話「血と愛」- 脚本：小山幹夫、監督：小山幹夫
- 第10話「過去を捨てた女」- 脚本：松山威・茶木克彰、監督：小山幹夫
- 第11話「フェンシング魂」- 脚本：安倍徹郎、監督：山田稔
- 第12話「幼ない情事」- 脚本：松山威・茶木克彰、監督：山田稔
- 第13話「別離」脚本：小川英・鴨井達比古、監督：松島稔

## 主題歌
- あなたが憎めない（作詞：久仁京介、作曲：薊けいじ、唄：范文雀）

## 書籍
- 小佐松安著『打ちこめ！青春』（ルック社、1971年4月10日刊行）

著者名は、脚本家名が列記されている安部徹郎、小川英、小山幹夫、佐々木守、松山威（五十音順）の姓の頭を組み合わせたペンネームである。カバー表紙裏などに范文雀の写真が掲示されている。また後半の構成もやや違う。
| NET（テレビ朝日）系 木曜20:00枠 【当番組よりドラマ】 | NET（テレビ朝日）系 木曜20:00枠 【当番組よりドラマ】 | NET（テレビ朝日）系 木曜20:00枠 【当番組よりドラマ】 |
| 前番組                                               | 番組名                                               | 次番組                                               |
| ---------------------------------------------------- | ---------------------------------------------------- | ---------------------------------------------------- |
| ハイやりました!                                      | 打ち込め! 青春                                       | お待ちどおさま                                       |